# Willy:s
Willy:s（正式名稱為Willy:s 公司）是一家瑞典的連鎖超級市場公司，旗下擁有超過240間WiLLY:S品牌的超市（其中57家為WiLLY:S Hemma）。Willys的總部位於瑞典哥德堡，與Hemköp超市同屬Axfood集團旗下品牌。

## 歷史
1975年2月，創辦人拉爾斯·倫丁（Lars Lundin）在瑞典哥德堡市希辛延島的Toredalsgatan接管了一家小型食品店，並把這間店的名稱命名為「LL:s Livs」，以比其他店更低的價格的經驗理念進行食品零售。該店的銷售額於第一年便達到200萬瑞典克朗。由於首家店面面積非常狹小，拉爾斯·倫丁與其姐夫奧克·安德松（Åke Andersson）合作，於1981年將商店遷至Hisingen島上的Wieselgrensplatsen，該處原為一家汽車經銷商的場地。1981年，LL:s Livs在特羅爾海坦、利德雪平、孔艾爾夫和布羅斯開設了分店。這些分店的商品皆由Wieselgrensplatsen的倉庫集中調配。
1986年，另一位未來創辦人維利·施萊赫（Willy Schleeh）在哈蘭省孔斯巴卡開設了一家低價超市，命名為「Willys Cash」。這家店很快以價格低廉而聞名，其經營理念是銷售大包裝商品，通常直接從貨盤上銷售，以實現低單價。當時僅接受現金支付，因此店名中有Cash一詞。施萊赫的這一經營模式大獲成功，甚至吸引了其他小型商店或報亭的商家前來Willys Cash進貨，以低價購入商品後在自己的店內以稍高價格出售。
Willys Cash、LL:s Livs和HP Storköp（由Hans & Preben經營）是瑞典早期的低價超市，它們使瑞典西部成為全國食品價格最低的地區。這些連鎖店最終被D-gruppen Väst收購，其中施萊赫的三家店於1994年被最後收購。D-gruppen後來更名為D&D Dagligvaror。
1999年4月，D&D宣布將LL:s Livs和Willys Cash合併，成立名為Willys的連鎖品牌。當時，Willys在瑞典西部擁有三家分店，而LL:s Livs在瑞典西部和斯堪尼擁有八家分店。Willys標誌中的兩個紅色L字母是對LL:s Livs的致敬，提醒人們其起源。
2000年，D&D與Hemköp合併成立Axfood。在新集團中，各低價品牌被整合為一個名為Axfood Lågpris的業務部門，涵蓋Willys、Exet/Matex和HP Billigt och Nära，其成立目的為將所有分店統一於一個品牌。
2000年10月，Willys通過在Slagsta Strand新建一家分店以及將位於Länna和Veddesta的兩家斯巴超市轉型，在斯德哥爾摩開設了三家分店。
2001年7月，Axfood宣布合併後的連鎖品牌將命名為Willys，Exet/Matex將併入Willys，預計新Willys將擁有約70家分店。擁有30家較小型分店的HP Billigt och Nära則未納入Willys和Exet/Matex的合併。
2002年2月，Axfood宣布以HP分店為基礎，推出名為Willys Hemma的新連鎖品牌。
2004年2月，最後一家位於Vellinge的Matex的Exet/Matex分店更名為Willys。當時，35家Exet/Matex分店已轉型為Willys，同時通過新建分店和其他店面轉型。同時，Willys擴張至84家分店，其中81家由Axfood擁有，其餘三家為特許經營店。
2005年11月3日，第100家分店於Skene開業。
2017年9月21日，第200家分店Willys Hemma Johanneberg於哥德堡開業。

## 執行長
- 2008年-2024年：Thomas Evertsson
- 2024年至今：Nicholas Pettersson[10]

## 外部連結
- 官方網站